# Fermes de Chebaa

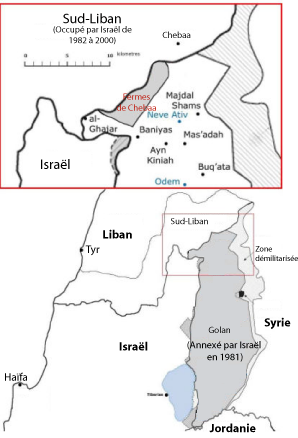
Position géographique des fermes de Chebaa.

Les fermes de Chebaa, est une bande de territoire occupé par Israël à la frontière entre le Liban et le plateau du Golan. Le territoire disputé est de 27 km2.
Le territoire, occupé par l'armée israélienne depuis 1967, est considéré comme libanais par la Syrie et le Liban, mais comme syrien par Israël et l'ONU. En 2000, avec la fin de l'occupation israélienne du Sud-Liban, l’ONU s’aligne sur des frontières du mandat français en Syrie et au Liban et considère ainsi les fermes du Chebaa comme syriennes.
Les fermes sont situées au sud du village libanais de Chebaa, sur les pentes ouest du mont Hermon, à proximité du point de triple frontière entre Syrie, Liban et Israël. Son altitude atteint jusqu'à 1 880 mètres, ce qui lui ajoute une valeur stratégique.
La dispute de souveraineté résulte de l'échec de l'administration du mandat français, puis des gouvernements libanais et syriens, à démarquer la frontière. La région est représentée par le mandat français comme un territoire syrien, sur des cartes de 1933 jusqu'à 1945. En 1946, à la fin du mandat, le territoire est administré par la Syrie et représenté comme tel sur les cartes. En 1964, le Liban et la Syrie ne parviennent pas à démarquer une frontière commune et le territoire continue d'être représenté comme étant en Syrie.
Depuis 1967 et la guerre israélo-arabe, Israël occupe cette région, prise à la Syrie.
En 2000, Israël évacue le Sud-Liban en accord avec la résolution 425 du Conseil de sécurité des Nations unies mais maintient l'occupation des fermes de Chebaa. Israël accuse le Hezbollah d'utiliser cette revendication territoriale pour continuer ses attaques.

## Conflit des fermes de Chebaa de 2000 à 2006

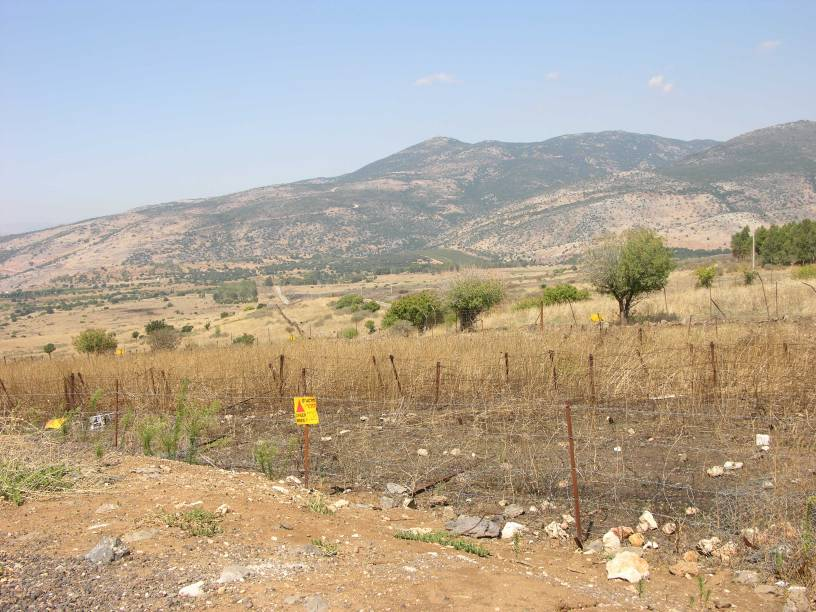
La région en conflit, avec un champ de mines à l'avant-plan et le mont Hermon à l'arrière plan.

Le Hezbollah considère qu’Israël doit évacuer les fermes de Chebaa, et pour ce faire, il lance des attaques contre l'armée israélienne.
Déroulement des événements :
- Le 7 octobre 2000, l'organisation du Hezbollah lance une attaque contre l'armée israélienne et tue trois soldats puis capture leurs corps.
- Le 26 novembre, une bombe explose, tuant un soldat et en blessant deux.
- Le 31 janvier 2001, six obus de mortier détruisent un poste militaire sans faire de blessés.
- Le 16 février, un missile antichar est tiré sur un convoi militaire, tuant un soldat et en blessant trois.
- Le 14 avril, un missile antichar contre un char de combat tue un soldat.
- Le 29 juin, des tirs de mortiers et un missile antichar contre un poste militaire blessent deux soldats.
- Le 1er juillet, Israël bombarde une station radio syrienne au Liban et le Hezbollah bombarde les positions israéliennes.
- Le 12 mars 2001, six civils israéliens sont tués dans le kibboutz Matsuva.
- Le 29 août, un soldat est tué et deux sont blessés à la suite d'une attaque à la roquette.
- En décembre 2002, Israël bombarde des cibles stratégiques au Liban et le Hezbollah bombarde Kiryat Shmona, tuant deux civils.
- Le 7 mai 2003, le Hezbollah attaque les fermes de Chebaa avec des mortiers, des roquettes et des tirs d'arme légère, tuant un soldat et en blessant cinq.
- Le 20 juillet, des tireurs d'élite abattent deux soldats israéliens, l'armée riposte et tue un combattant du Hezbollah, des avions survolent Beyrouth.
- Le 22 juillet, un tir antiaérien tue deux civils du village de Shlomi.
- Le 3 août, le Hezbollah bombarde les fermes de Chebaa.
- Le 10 août, une adolescente est tuée et quatre civils sont blessés par un missile.
- Le 6 octobre, un soldat est tué à l'arme à feu, des tirs de missiles ne font pas de blessés.
- Le 19 janvier 2004, deux soldats sont tués en enlevant des explosifs le long de la frontière par des tirs.
- Le 7 mai, le Hezbollah tue un soldat et en blesse deux, suivi par une riposte israélienne et des bombardements du Hezbollah[6].
- Le 20 juillet, deux soldats sont tués par un tireur d'élite, Israël riposte par des tirs d'hélicoptères, tuant un combattant du Hezbollah.
- Le 9 janvier 2005, un soldat est tué par une bombe le long de la frontière.
- Le 29 juin, après qu'un soldat est tué et quatre blessés, Israël cible les positions du Hezbollah[7].
- Le 30 juin, le Hezbollah attaque les fermes de Chebaa et blesse 6 soldats, Israël riposte et tue un combattant du Hezbollah[8].
- Le 21 novembre, cinq combattants du Hezbollah s'infiltrent et sont abattus, le Hezbollah blesse neuf soldats et deux civils par des tirs de missiles[9].
- Le 27 mai 2006, à la suite d'un accrochage, le Hezbollah tire des roquettes de manière intensive, Israël riposte et deux combattants du Hezbollah sont tués[10].

## Dispute territoriale

### Point de vue des habitants
Selon L'Orient-Le Jour, un des principaux journaux libanais, les habitants soutiennent le Hezbollah et réclament le retour du territoire au Liban. Selon le politologue Matthieu Cimino, la question de l’identification réelle des habitants de Chebaa reste ouverte,.

### Position d'Israël
Israël s'est emparé de cette région pendant la guerre israélo-arabe de 1967 à laquelle le Liban n'a pas participé. Israël considère les fermes comme faisant partie intégrante du plateau du Golan, occupé depuis cette date. L'État hébreu affirme de ce fait que le territoire n'est donc pas couvert par la résolution 425 du Conseil de sécurité des Nations unies qui a exigé son retrait du Liban du Sud en 1978. En 1967, le territoire était une zone occupée par les forces syriennes. La position d'Israël est basée sur la ligne de démarcation franco-anglaise de 1923 et sur la ligne d'armistice de 1949 qui désignent la région comme territoire syrien.
Israël annexe unilatéralement la zone en même temps que le Golan en 1981.

### Position du Liban
Pour sa part, le gouvernement libanais considère que les fermes de Chebaa sont partie intégrante du Liban. L'application par Israël des résolutions 425 et 426 du Conseil de sécurité suppose donc pour lui la restitution des fermes de Chebaa.
Le gouvernement libanais a adressé à Kofi Annan des documents attestant que ces terres sont la propriété de Libanais, des relevés cadastraux et des copies d'un accord conclu entre le Liban et la Syrie dans les années 1960 à leur sujet. Le président du Parlement, Nabih Berri, affirme par ailleurs être en possession d'une carte officielle américaine confirmant la « libanité » de ces terres. Les officiels libanais et syriens ont mis en exergue le fait que la Syrie a donné officiellement le territoire au Liban en 1951. Un certain nombre de résidents de la région possèdent d'ailleurs des certificats fonciers libellés par le gouvernement libanais. Cependant, les cartes militaires libanaises publiées en 1961 et 1966 nomment plusieurs fermes de la région, en particulier Zebdine, Fachkoul, Mougr Chebaa et Ramta ; elles sont toutes indiquées comme étant syriennes. De plus les cartes établies par le ministère du tourisme libanais indiquent également une frontière libano-syrienne courant à l'ouest des fermes de Chebaa.
Dans son plan global de règlement du conflit libano-israélien, présenté à la communauté internationale le 26 juillet 2011, le Premier ministre libanais proposait que ce secteur soit mis « sous juridiction de l'ONU en attendant que la ligne frontalière soit délimitée avant son retour sous souveraineté libanaise ». La résolution no 1701 du Conseil de sécurité de l'ONU de cessation des hostilités (12 août 2006), prenant note des propositions de M. Siniora concernant ce secteur, prie M. Annan en liaison avec les parties intéressées de présenter dans les trente jours des propositions pour délimiter les frontières, en particulier dans les zones contestées, y compris celle des Fermes de Chebaa. Après le départ des troupes syriennes du Liban en 2005, Beyrouth avait réclamé que Damas reconnaisse officiellement la « libanité » de cette zone en se pliant à un tracé de frontières certifié par l'ONU. Mais les autorités syriennes jugeaient impossible un tel tracé des frontières tant que les Fermes de Chebaa restent occupées par Israël.
Le Hezbollah défend une position analogue à celle du gouvernement libanais et justifie la poursuite de ses activités contre Israël par le litige sur cette zone, notamment dans le contexte du conflit ouvert à la mi-2006.

### Position de la Syrie
La Syrie considère que le territoire doit être évacué par Israël et le reconnait comme libanais. Cependant, la Syrie n'a pas donné suite à certaines demandes du secrétariat de l'Organisation des Nations unies d'entériner par écrit sa position sur un statut libanais du territoire. Le président syrien a réaffirmé néanmoins lors de l'entretien avec Kofi Annan la libanité des fermes de Chebaa.

« Le président syrien a dit qu'il était prêt à établir des relations diplomatiques avec le Liban et indiqué qu'il était ouvert sur la délimitation de la frontière. Il a aussi dit que le territoire des fermes de Chebaa était libanais. »

### Position de l'Organisation des Nations unies
L'Organisation des Nations unies (ONU) considérant les fermes comme syriennes a estimé que cette région faisait partie des territoires occupés à évacuer par Israël en vertu des résolutions 242 et 338 du Conseil de sécurité (qui exigent le retrait d'Israël des territoires occupés en 1967) et non pas de la résolution 425 (laquelle exige le retrait israélien du Liban-Sud). L'Organisation des Nations unies juge également que les prétentions libanaises dans le cadre de la résolution 425 sur les fermes de Chebaa sont illégitimes puisque, selon son point de vue, ce sont les frontières de 1923 qui sont à prendre en considération. Le Conseil de sécurité a en effet accepté un rapport du secrétaire général, Kofi Annan, confirmant le respect par Israël de la résolution 425.
Toutefois le 11 juillet 2007, l'AFP a fait savoir qu'un responsable israélien lui avait indiqué que l'ONU avait demandé à Israël d'évacuer les fermes de Chebaa. Au cours des semaines précédentes, les Nations unies auraient fait parvenir des messages à Israël concernant les conclusions d'un de ses cartographes selon lequel les fermes de Chebaa seraient libanaises. C'est la première fois que l'ONU estime que ce territoire n'est pas syrien.

### Position de la France
En juillet 2006, le gouvernement français a réclamé l'évacuation du territoire, mais sans se prononcer officiellement sur la souveraineté de cette zone (libanaise ou syrienne). Une carte de l'état-major français, ancienne puissance mandataire sur le Liban et la Syrie, considère ce territoire comme libanais. « Dès les années 1920, la Syrie a bloqué les opérations cadastrales car elle revendiquait le Liban. » Ce sont les Français qui, exerçant leur mandat sur les deux États, ont tracé d'autorité leurs contours. Sur leurs cartes, les fermes de Chebaa se retrouvent rattachées à la Syrie. « Ils ont choisi les limites administratives datant de la période ottomane qu'ils ont souvent confondues avec les lignes de faîtes ou de partage des eaux. C'est une erreur courante, selon Marie Ghantous. Mais il s'agit bien d'un territoire libanais puisque les gens payaient leurs taxes au gouvernement de Beyrouth. »
Mais dans sa publication de 1988, M. Braver mentionne deux cartes françaises contradictoires : (1) Carte du Liban, bureau topographique des troupes françaises du Levant, Beyrouth 1932, les attribuant au Liban ; (2) Carte du Levant, service géographique de FFL, Institut géographique national, Paris 1946, les attribuant à la Syrie. Cette dernière carte confirmait celle établie en 1942 par l'armée britannique et le Service topographique des Forces françaises libres.
En 2002, Asher Kaufman, a découvert dans les archives françaises des documents suggérant que l'attribution des fermes au Liban reposait sur des éléments peu sûrs. L'un montre des plaideurs français qui, dans un conflit privé, concluent un accord commercial privé portant inclusion des fermes au Liban. Deux autres documents entre 1937 et 1939 concluent de même, les rapports d'un conseiller administratif du sud du Liban et d'un chef des services spéciaux dans la ville syrienne de Qouneitra, en ne se basant que sur des « renseignements non officiels » de « diverses sources » montrant que : a) certains résidents de la région avaient payé des impôts au Liban, et b) que trois ou quatre enclos à moutons situés dans les fermes appartenaient à des résidents du village libanais de Shaba.